# Feuerwehr in der Slowakei

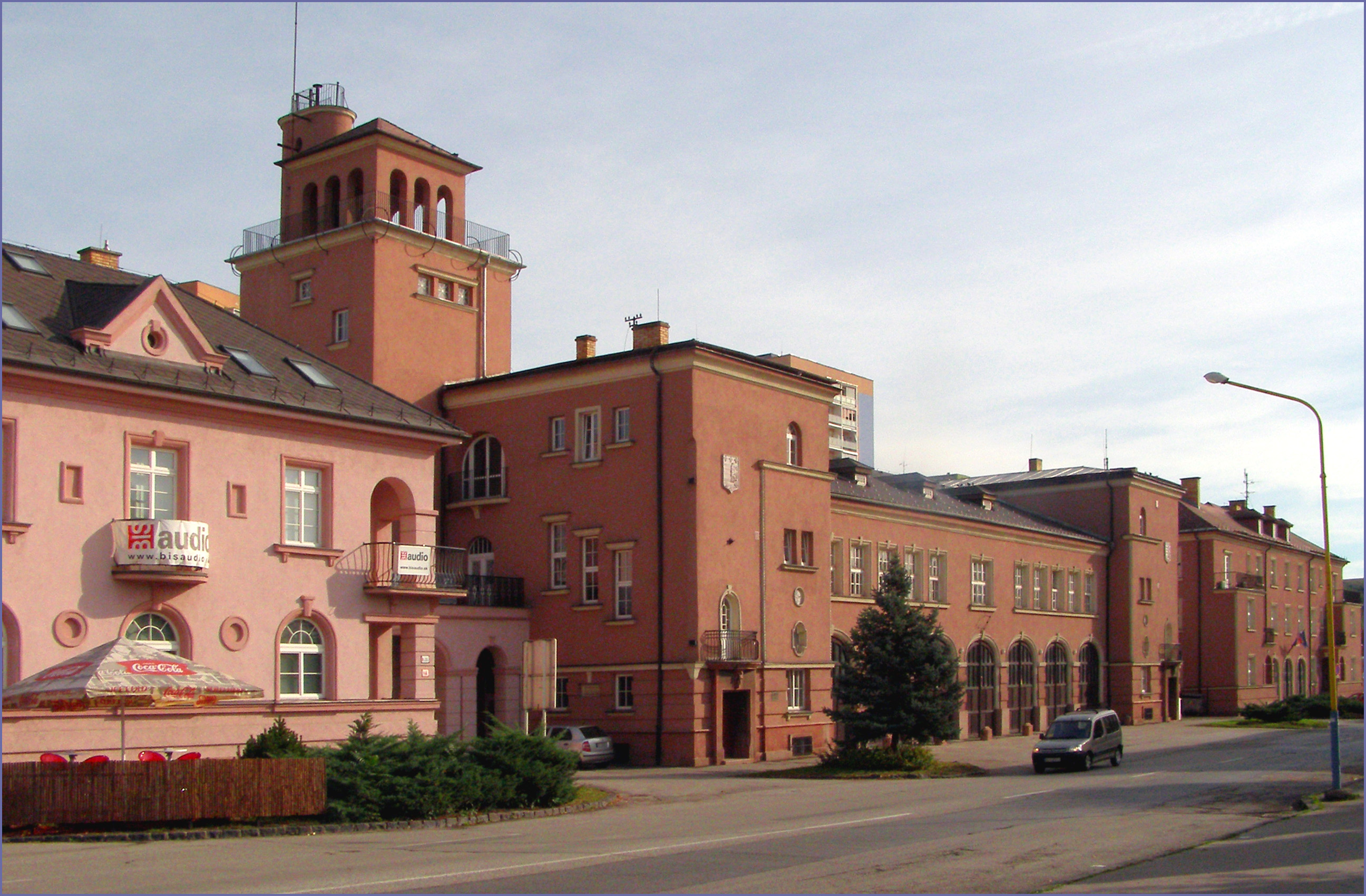
Feuerwache der Feuerwehr Košice

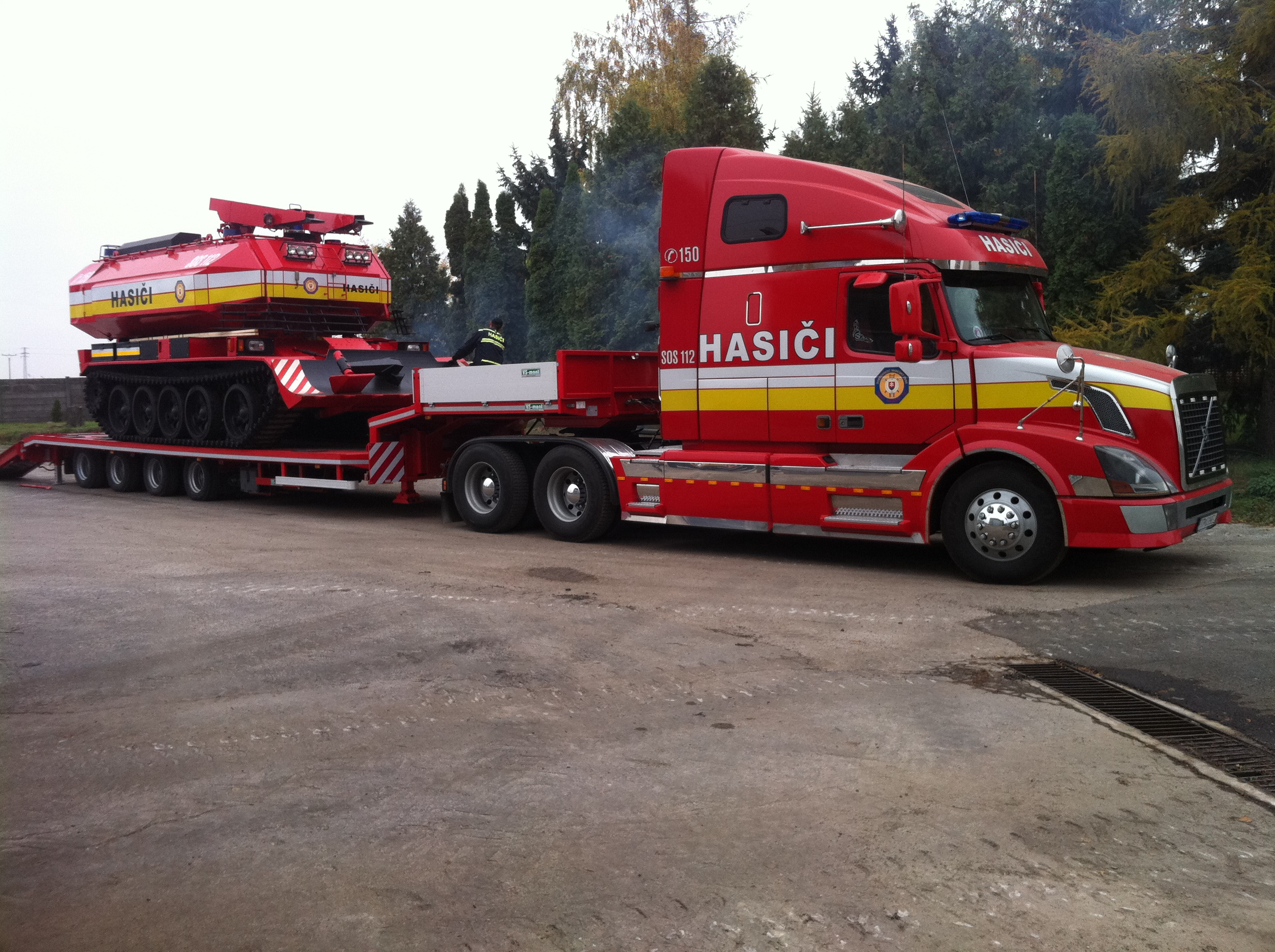
Feuerwehr-Lkw mit Tieflader in der Slowakei

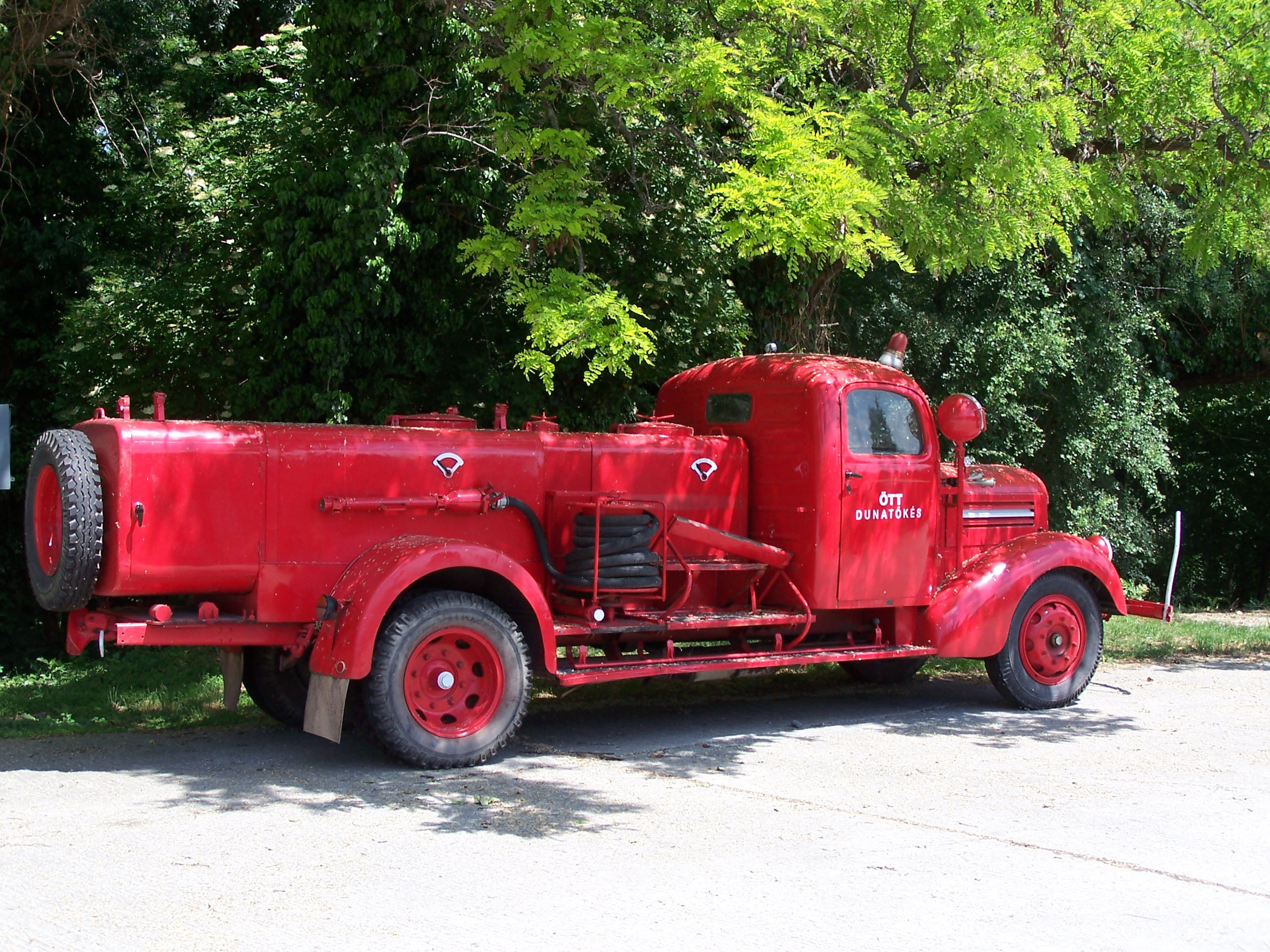
Historisches Feuerwehrfahrzeug in Dunajský Klátov

Die Feuerwehr in der Slowakei gehört zu den jüngsten Feuerwehren in Europa. Durch die Auflösung und Teilung der Tschechoslowakei erlangten Tschechien und die Slowakei ihre Unabhängigkeiten. Dies hatte zur Folge, dass das Feuerwehr- und Rettungswesen neu geordnet werden musste. Diese Neuordnung fand im April 2002 ihren Abschluss.

## Allgemeines
Das Feuerwehrwesen der Slowakei ist im Landesfeuerwehrgesetz Nr. 314/2002 geregelt (Stand 2022). Das Gesetz umfasst die Kompetenzen der staatlichen Behörden und Einrichtungen sowie der Kommunen im Bereich des Vorbeugenden und Abwehrenden Brandschutzes. Darüber hinaus werden die Aufgaben und die Ausrüstungen der Brandschutz- und Rettungseinheiten festgeschrieben. Das Landesfeuerwehrgesetz gilt für die Berufsfeuerwehren, Freiwillige Gemeindefeuerwehren, Werk- und Betriebsfeuerwehren sowie für private Brandschutzunternehmen.
In der Slowakei bestehen 116 Feuerwehrhäuser und Feuerwachen, in denen 454 Löschfahrzeuge und 106 Drehleitern bzw. Teleskopmaste für Feuerwehreinsätze bereitstehen. Insgesamt sind 73.440 Personen, davon 3.740 Berufsfeuerwehrleute und 69.700 freiwillige Feuerwehrleute, im Feuerwehrwesen tätig. Der Frauenanteil beträgt 17 %. Die slowakischen Feuerwehren wurden im Jahr 2019 zu 123.484 Einsätzen alarmiert, dabei waren 9.602 Brände zu löschen. Hierbei wurden 46 Tote von den Feuerwehren geborgen und 343 Verletzte gerettet.

## Berufsfeuerwehr
Das Präsidium für das Brandschutz- und Rettungswesen (slowakisch: „Prezidium Hasicskeho a Zachranneho Zboru“) ist die staatliche Kontroll- und Aufsichtsbehörde aller Berufsfeuerwehren. Es ist dem Innenministerium unterstellt. Zu den Aufgaben des Präsidiums gehört die Kontrolle über die personelle und technische Ausstattung, die Fachausbildung und die Finanzierung des Feuerwehr- und Rettungswesens. Darüber hinaus ist es für die Pflege der nationalen und internationalen Zusammenarbeit mit Behörden, Einrichtungen und Organisationen zuständig.
Neben der obersten staatlichen Verwaltungsbehörde, dem Präsidium für das Brandschutz- und Rettungswesens, sind die Berufsfeuerwehren in 8 Bezirksfeuerwehren und 51 Kreisfeuerwehren organisiert. Nur die Berufsfeuerwehr Bratislavas ist dem Präsidium direkt unterstellt, aufgrund eines Votums der Stadt selber. Ab wann eine Berufsfeuerwehr vorzuhalten ist, ist gesetzlich nicht geregelt, nicht selten richtet es sich nach den finanziellen Möglichkeiten der jeweiligen Kommune.

### Rettungs- und Bergungseinheiten
Neben den normalen Feuerwehren gibt es auch noch weitere spezielle Rettungs- und Bergungseinheiten. Diese waren ab 1993 der slowakischen Armee unterstellt. Diese Militäreinheiten wurden im Jahr 1997 in zivile Katastrophenschutzeinheiten (slowakisch: „Zachranna Brigada Armady“) umgewandelt dem Zivilschutzamt unterstellt und 2003 aus politischen Gründen in Berufsfeuerwehren unterstellt.
Diese Einheiten sind hoch spezialisiert und sollen die Feuerwehren und den Rettungsdienst in Großschadenslagen technisch und logistisch unterstützen.
Die Stützpunkte und Schwerpunkte der Katastrophenschutzeinheiten sind:
- Malacky
  - Technische Menschenrettung und Hilfeleistung
  - ABC-Unfälle
  - Bereithaltung von Notunterkünften
  - Industrieunfälle

- Žilina
  - Bahn- und Verkehrsunfällen mit gefährlichen Stoffen
  - Unfälle in schwerem Gelände

- Humenné
  - Berg- und Höhenrettung
  - Hochwasserkatastrophen

## Freiwillige Gemeindefeuerwehr
Die Freiwilligen Feuerwehren sind den jeweiligen Kommunen direkt unterstellt. Sie wirken laut Gesetz „unterstützend im Sicherheits- und Brandschutzwesen“ mit. Eine Freiwillige Feuerwehr ist nach diesem Gesetz ab einer Einwohnerzahl von 500 Einwohnern von den Städten und Gemeinden vorzuhalten. Die Städte und Gemeinden können die Aufgaben des Vorbeugenden und Abwehrenden Brandschutzes an private Brandschutzunternehmen übertragen.
Die Freiwillige Feuerwehr unterteilt sich in aktive Abteilungen (Einsatzabteilungen) und unterstützende passive Feuerwehrvereine. Insgesamt verfügt die Slowakei über rund 2.850 Freiwillige Feuerwehren mit über 70.000 Mitgliedern.
Die Freiwilligen Feuerwehren haben sich zum nationalen Feuerwehrverband Dobrovolna poziarna ochrana SR zusammengeschlossen.

## Werk- und Betriebsfeuerwehren
Industriebetrieben und privaten Firmen ist es freigestellt, sich Werk- oder Betriebsfeuerwehren einzurichten. Diese sind gemäß Landesfeuerwehrgesetz auszubilden und ausrüsten.

## Nationaler Feuerwehrverband
Der nationale Feuerwehrverband repräsentiert die Feuerwehren der Slowakei mit ihren Feuerwehrangehörigen im Weltfeuerwehrverband CTIF (Comité technique international de prévention et d’extinction du feu).